# Craugastor rivulus
Craugastor rivulus là một loài ếch trong họ Craugastoridae. Chúng là loài đặc hữu của Guatemala.
Môi trường sống tự nhiên của chúng là các khu rừng ẩm ướt đất thấp nhiệt đới hoặc cận nhiệt đới, các khu rừng vùng núi ẩm nhiệt đới hoặc cận nhiệt đới, và sông.
Chúng đang bị đe dọa do mất môi trường sống.